# 大维德花瓶

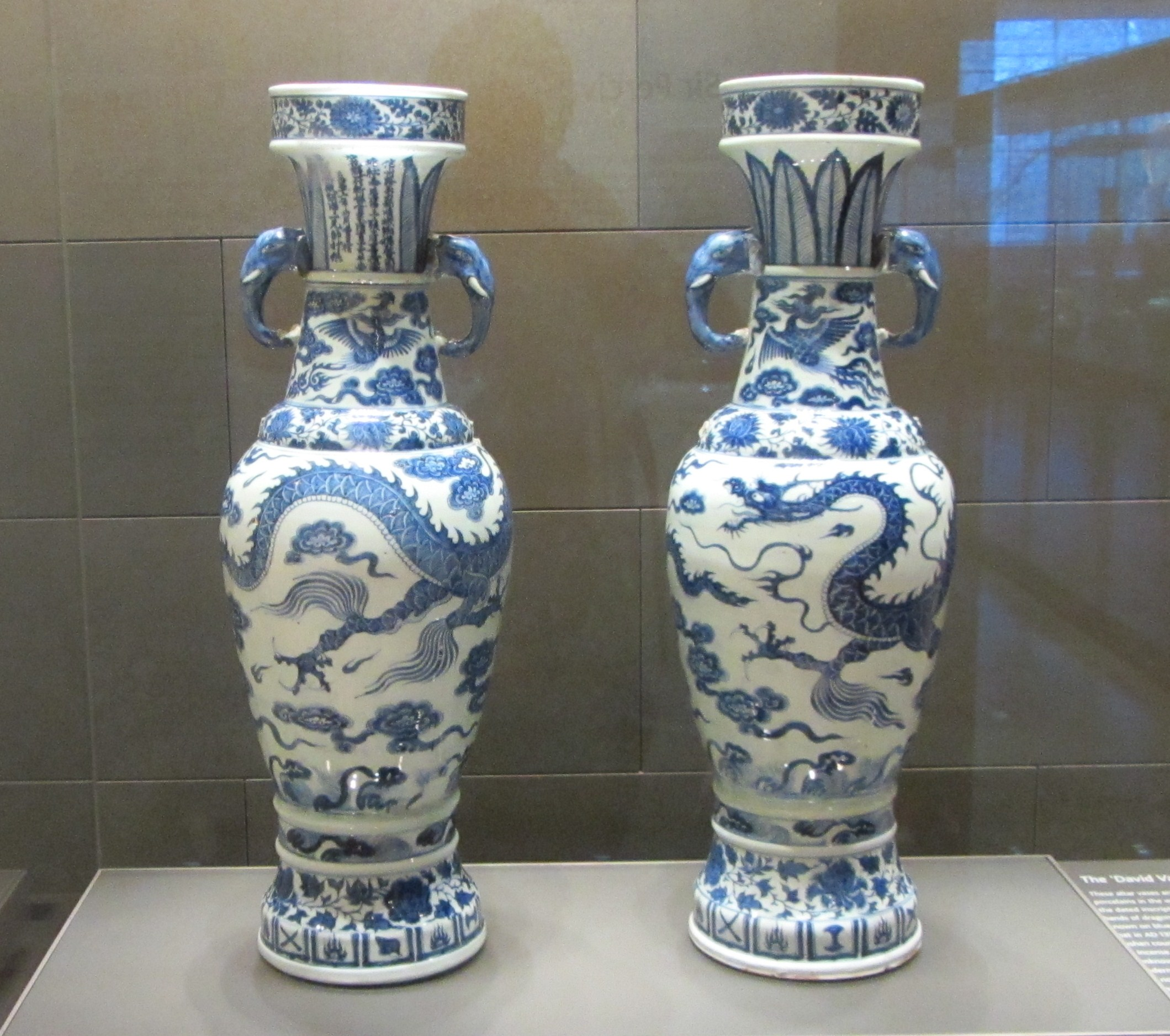
大维德花瓶

大维德花瓶（David Vases）是1351年在景德镇生产的一对青花瓷大花瓶。因其对元代青花瓷研究的重要意义，被西方学者称为“世界上最知名的瓷器”，入选BBC评选的“100件文物中的世界史”，現藏於大英博物館。其名称来源于这对花瓶的收藏者斐西瓦乐·大维德爵士。

## 基本信息

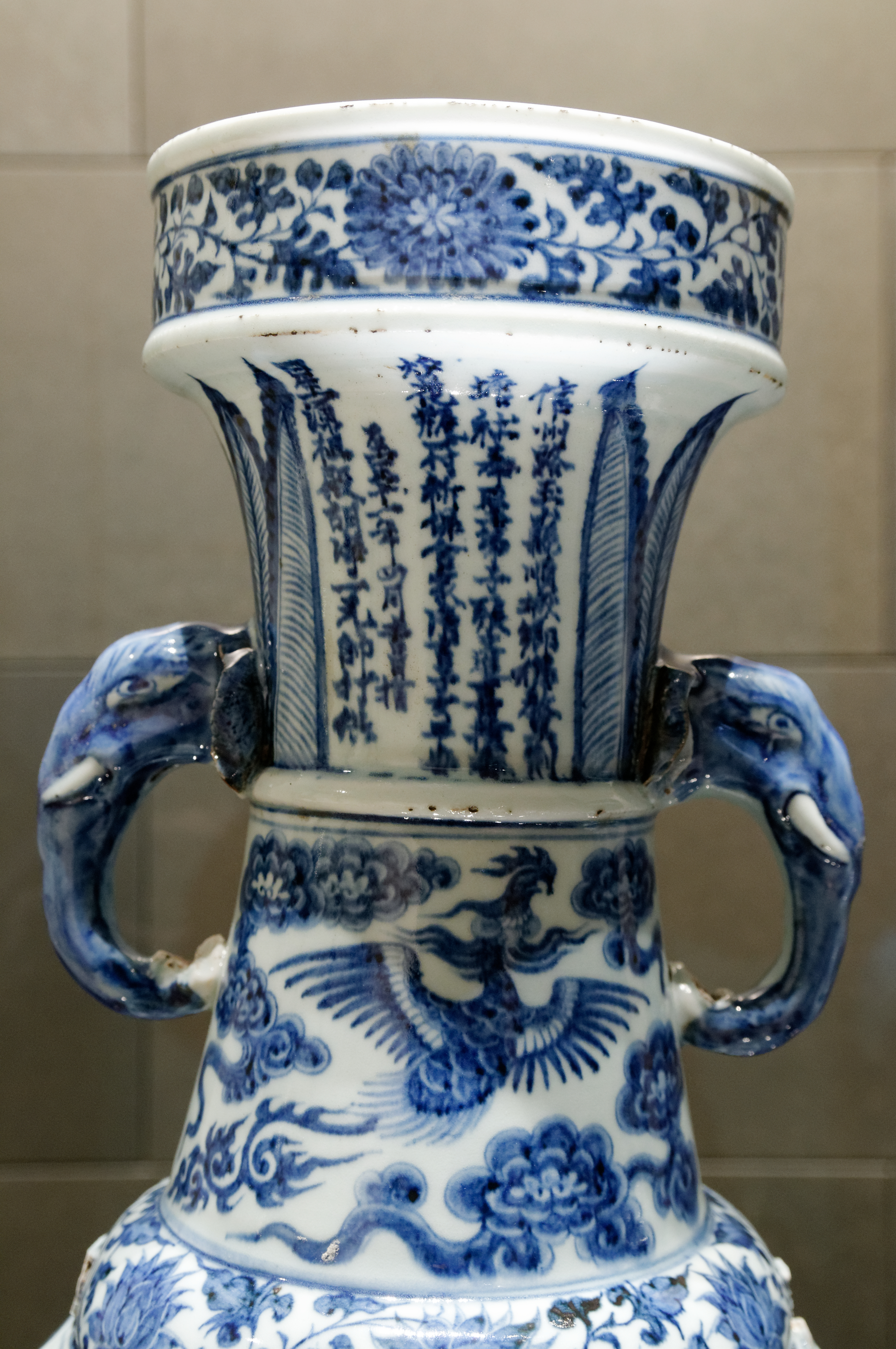
瓶颈部题记

大维德花瓶，学名元至正十一年款青花云龙纹象耳瓶，共2支。
其中一支高63.8厘米，最大直径19.6厘米，重7.7千克；另一只高63.6厘米，最大直径22厘米。
这一对花瓶是奉献给寺庙的供器，因此在样式上吸取了商周青铜器的造型。瓶颈部位有一对象耳，象耳底部与瓶身连接处有深刻的磨损痕迹，应为曾经长期悬挂铜环所致。
瓶身划分为平行的9条带状区域，在每一区均以釉下青花的技法绘制了一共8种不同主题的图案，自上而下分别为：缠枝扁菊，蕉叶，飞凤灵芝，缠枝莲，四爪云龙，海涛（共2层），缠枝牡丹，覆莲杂宝，堪称元代青花瓷纹样大全。
最为珍贵的是在每支花瓶的瓶颈处写有仅一处不同的题记：“信州路玉山縣順城鄉德教里荊塘社奉聖弟子張文進喜捨香炉花瓶一付祈保合家清吉子女平安至正十一年四月良辰謹記（『謹記』二字另一瓶作『吉日捨』）星源祖殿胡淨一元帥打供”，明确指出花瓶产于元至正十一年，即1351年。因此这一对花瓶也被称为至正型花瓶。